# 依田広太郎

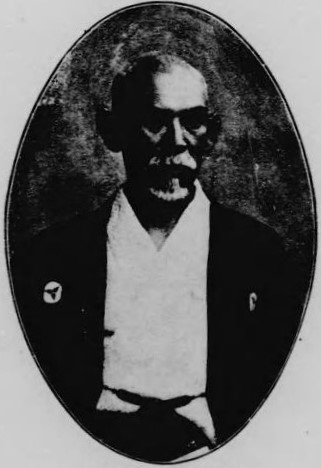
依田広太郎

依田 広太郎（よだ ひろたろう、1853年10月24日（嘉永6年9月22日） - 1916年〈大正5年〉5月20日）は、日本の陸軍軍人。最終階級は陸軍中将、丹後国宮津（現・京都府宮津市）出身。

## 人物
宮津藩軍監・依田伴蔵の長男。1877年（明治10年）陸軍士官学校（旧1期） を卒業し陸軍少尉任官。累進して陸軍歩兵中佐となり監軍部参謀事務取扱や第29連隊長を務め、1898年（明治31年）10月1日 陸軍歩兵大佐に昇進すると、陸軍戸山学校長、砲兵会議議員、歩兵第47連隊長を歴任した。1903年（明治36年）12月9日 陸軍少将に任官、同日付けで歩兵第4旅団長を拝命する。次いで歩兵第12旅団長、歩兵第1旅団長を経て、1910年（明治43年）11月30日 、陸軍中将となり第7代第11師団師団長に就任。その5年後の1915年（大正4年）依願で予備役編入となった。

## 経歴
- 1875年（明治8年）2月 – 陸軍士官学校 入学
- 1877年（明治10年）12月22日 - 陸軍士官学校（旧１期） 卒業[3]、任 陸軍少尉
- 1886年（明治19年）2月26日 - 仏国留学
- 1886年（明治19年）5月26日 - 任 陸軍歩兵大尉[4]
- 1894年（明治27年）11月4日 - 監軍部参謀事務取扱兼勤[5]
- 1895年（明治28年）
  - 4月17日 – 任 陸軍歩兵中佐[6]
  - 7月8日 - 監軍部参謀事務取扱兼勤被免[7]
- 1896年（明治29年）9月25日 - 補 会津若松歩兵第29連隊長　[8]
- 1898年（明治31年）10月1日 – 任 陸軍歩兵大佐、補　陸軍戸山学校長[9]
- 兼補 砲兵会議議員
- 1900年（明治33年）10月3日 – 免本職並兼職、補 小倉歩兵第47連隊長[3][10]
- 1903年（明治36年）12月9日 – 任 陸軍少将、補　弘前歩兵第4旅団長[3][11]
- 1907年（明治40年）
  - 7月5日 – 補 仙台歩兵第12旅団長[3][12]
  - 11月13日 – 補 東京歩兵第1旅団長[13]
- 1910年（明治43年）11月30日 – 任 陸軍中将、補　善通寺第11師団師団長[3][14]
- 1915年（大正4年）7月28日 - 依願予備役被仰付[3][15]

## 栄典・授章・授賞
位階
- 1886年（明治19年）7月8日 - 正七位[16]
- 1892年（明治25年）4月6日 - 従六位[17]
- 1895年（明治28年）9月20日 - 正六位[18]
- 1898年（明治31年）10月31日 - 従五位[19]
- 1903年（明治36年）12月11日 - 正五位[20]
- 1909年（明治42年）2月1日 - 従四位 [21]
- 1911年（明治44年）3月31日 - 正四位[22]
- 1914年（大正3年）4月30日 - 従三位[23]
- 1915年（大正4年）8月20日 - 正三位[24]

勲章等
- 1891年（明治24年）5月28日 - 勲六等瑞宝章[25]
- 1895年（明治28年）10月21日 - 勲五等双光旭日章[26]
- 1901年（明治34年）11月30日 - 勲四等瑞宝章[27]
- 1905年（明治38年）5月30日 - 勲三等瑞宝章[28]
- 1906年（明治39年）4月1日 - 功三級金鵄勲章・勲二等旭日重光章・明治三十七八年従軍記章[29]
- 1912年（大正元年）11月21日 - 勲一等瑞宝章[30]

外国勲章佩用允許
- 1887年（明治20年）11月18日 - フランス共和国：レジオンドヌール勲章シュヴァリエ[31]
- 1908年（明治41年）7月2日 - 大韓帝国：韓国皇帝陛下即位礼式記念章[32]
- 1910年（明治43年）8月28日 - 大韓帝国：勲一等八卦章[33]

## 家族
- 父・依田伴蔵（1823－1866） - 宮津藩士（軍監）。別名に直恒、翠竹。第二次長州征討に従軍し、藩命により和平の使いとして長門(山口県)に向かう途中、長州軍に狙撃され死亡[34]。村人たちによって依田神社が建てられ、供養された（残念社、広島県廿日市市大野字八坂）[35][36]。1980年ごろに「残念さん」と大書きされた看板が地元住民によって道路脇に掲げられ、その名で知られるようなった[37]。なお、尼崎市にも「残念さん」と呼ばれる墓があるが、そちらは長州藩士・山本文之助鑑光の墓である[38]。
- 妻・くに - 梶力の長女[39]
- 長男・依田述 - 陸軍大佐。岳父の松井修徳は閑院宮家令（元前橋藩士）[39]